# Pentágono (grupo)
Pentágono é um grupo de rap com origem em São Paulo. Desde que foi criado, lançou 4 trabalhos. O nome "Pentágono" se deve a união dos cinco integrantes: Rael da Rima, Apolo, Massao, Dodiman, Paulo M. Sário e DJ Kiko.

## História
O Pentágono surgiu em 2001 com a formação de 5 MCs e 1 DJ: Rael da Rima, Apolo, Massao, Dodiman, Paulo M. Sário e DJ Kiko. Em 2004, concorreu no Video Music Brasil 2004 na categoria melhor videoclipe de rap com "Na Moral". Ainda em relação a MTV, o grupo foi o único de rap a possuir um blog no site da emissora. Esta canção, "Na Moral", esteve presente no primeiro álbum do grupo, intitulado Microfonicamente Dizendo, lançado em 2004 e vencedor do prêmio Hip-Hop Top. Isto fez com que o grupo fosse indicado na categoria "Revelação" do Prêmio Hutúz do mesmo ano, mas o prêmio foi vencido por Cabal.
Pentágono também foi indicado como as "maiores revelações da década" no Hutúz. Em 2008, a banda lançou seu segundo trabalho, o álbum Natural, que mescla o rap com pop e reggae. Junto com ele foi lançado um single, "É o Moio", que também obteve videoclipe, executado nas rádios e na MTV. Em outubro do mesmo ano, o Pentágono se apresentou na França, divulgando seu mais novo trabalho.
O grupo anunciou o encerramento dos seus trabalhos em um show no dia 17 de Outubro de 2013. Cada integrante do "Time do Loko" seguiu carreira solo ou conseguiram novas parcerias.

## Discografia
- Microfonicamente Dizendo (2004)
- Natural (2008)
- 5 (Album) (2009)
- Manhã (2012)